# Irmãs Pagãs
Irmãs Pagãs foi um duo brasileiro formado pelas então cantoras e irmãs Rosina Cozzolino, conhecida como Rosina Pagã (1919–2014) e Elvira Cozzolino, conhecida como Elvira Pagã (1920–2003). O primeiro trabalho da dupla, intitulado Nessa Vida Acontece/Balões do Pensamento, foi lançado em 1935, pela Odeon.